# 1945 (роман Конроя)
«1945» — роман в жанрі альтернативної історії професора економіки з Мічигану Роберта Конроя, автора романів про альтернативну історію, таких як «1901» та «1862». У травні 2007 року його було опубліковано видавництвом Ballantine Books у м'якій обкладинці та в електронній формі. У точці біфуркації роману переворот Кюдзьо, що скинув японського імператора Хірохіто, і тому Друга світова війна тривала до 1946 року.

## Сюжет
У серпні 1945 року, після атомного бомбардування Хіросіми та Нагасакі та радянського вторгнення в Маньчжурію, батальйон офіцерів японської імператорської армії та війська на чолі з майором Кедзьо Хатанака захопили Імператорський палац, щоб запобігти капітуляції Японії. Вони переконали військового міністра генерала Коречіку Анамі приєднатися до перевороту та отримати підтримку решти японських військових. Замість того, щоб залишатися вірним імператору Хірохіто, як це було в реальній історії, Анамі наказує ув'язнити Хірохіто та стає фактичним диктатором Японії.
Відмова Анамі здатися спонукає президента США Гаррі Трумена наказати начальнику штабу армії генералу Джорджу Маршаллу розпочати операцію «Падіння» — вторгнення союзників до Японії. Готуючись до вторгнення, на Кокуру скидається третя атомна бомба, яка знищує місто. Щоб запобігти подальшим атомним атакам, Анамі наказує перекинути військовополонених союзників у стратегічно важливі міста, що спонукає Сполучені Штати призупинити кампанію атомного бомбардування. Управління стратегічних служб вербує американця японського походження Джо Номуру, щоб відправитися в Нагасакі під виглядом японського офіцера для дослідження наслідків ядерного вибуху. Виходячи з його звітів про радіаційні ефекти, намір американських військових використовувати тактичні ядерні боєголовки відкидається як надто небезпечний для їхніх власних військ.
На Окінаві генерал Дуглас Макартур розпочинає першу фазу операції «Падіння» — вторгнення на Кюсю (під кодовою назвою «Олімпік»), за яким слідує вторгнення на Хонсю (під кодовою назвою «Коронет») з кінцевою метою захоплення Токіо. Хоча спочатку через сезон тайфунів війська Альянсу були відкинуті назад, врешті-решт вони забезпечили висадку на Кюсю в день-Х, незважаючи на значні втрати від японської партизанської війни, тактики камікадзе, підводних човнів Кайрю та торпед Кайтен.
Тим часом Номура допомагає американському військовополоненому Деннісу Чемберсу, який під час атомного бомбардування втік із японського табору для військовополонених біля Нагасакі. З його допомогою Номура видає себе за офіцера Кемпейтай і досліджує табір, що суворо охороняється в Нагасакі, не знаючи, що в ньому перебуває Хірохіто.
На командному кораблі USS AugustaМакартура вбивають камікадзе. Командування операцією бере на себе генерал Омар Бредлі з Метью Ріджвеєм як його підлеглим, тоді як генерал Кертіс ЛеМей наказує скинути четверту атомну бомбу на протоку Канмон, знищивши кілька японських дивізій. На фронті в США відбуваються громадські заворушення у відповідь на новину про загибель RMS Queen Elizabeth. Тим часом, щоб допомогти Комуністичній партії Китаю проти Гоміньдану під час громадянської війни в Китаї, Червона Армія вторгається та окупує Японську Корею.
Номура дізнається, що Хірохіто перебуває в полоні в Нагасакі, і коли його начальство дізнається про це, Бредлі уповноважує Номуру, Чемберса та загін рейнджерів армії США витягнути Хірохіто, втекти з Японії та доставити його на авіаносець, щоб зустріти Трумена. Усвідомлюючи заяву Хірохіто про капітуляцію перед союзниками, учасники контрперевороту, очолювані генералом Хоммою та адміралом Одзавою, вбивають Анамі та в січні 1946 року приймають капітуляцію Японії, незважаючи на те, що японці не змогли запобігти успішному контрнаступу проти позицій союзників на Кюсю.
Після операції «Падіння» союзники втратили ще 150 000 осіб. Хірохіто знову став імператором, і в Японії починається перехід до демократії. Незважаючи на поразку Гоміньдану та відступ на Тайвань, Комуністична партія Китаю та Радянський Союз не змогли забезпечити китайсько-радянський альянс. Радянський Союз залишає Корейський півострів, що, ймовірно, призведе до об'єднання Кореї та запобігання Корейській війні.
З відновленням радянської економіки після попередньої війни та скороченням сфери впливу в Східній Азії наступна Холодна війна дасть США значну перевагу.

## Літературне значення та рецепція
Booklist сказав, що «реалістичний до жахливості, „1945“ нагадує класичний твір Девіда Вестхаймера „Смерть легша за перо“». Publishers Weekly сказав, що Конрой досліджував бійню війни з різних точок зору з «зворушливими та спонукаючими до роздумів результатами».